# اد هلمز
اد هلمز (به انگلیسی: Ed Helms) (زاده ۲۴ ژانویه ۱۹۷۴) بازیگر و کمدین آمریکایی است. از فیلم‌های مشهور وی می‌توان به سه‌گانه‌های خماری و انیمیشن لوراکس اشاره نمود.

## کودکی
اد هلمز متولد شهر آتلانتا در ایالت جورجیا است. مادرش پاملا، از مدیران مدرسه بود و پدرش جان، وکیل بود. وی کوچک‌ترین بین ۳ فرزند خانواده است. اد در سن ۱۴ سالگی بخاطر مشکل سوفل قلب مجبور به انجام جراحی قلب باز شد. رشته اصلی وی زمین‌شناسی است ولی او فارغ‌التحصیل یکی از کالج‌های غیرانتفاعی اوبرلین، اوهایو در رشته تئوری فیلم و تکنولوژی است. او همچنین یک دکترای افتخاری در رشته هنرهای زیبا از دانشگاه ناکس را نیز دارد.
بعد از فارغ‌التحصیلی بود که شروع به فعالیت‌های کمدی‌اش کرد.

## گزیده فیلم‌ها
- (۲۰۰۶–۲۰۱۳) اداره در نقش اندی برنارد
- (۲۰۰۸) ملاقات دیو در نقش شماره دو
- (۲۰۰۹) اجناس
- (۲۰۰۹) خماری: قسمت اول در نقش استوارت پیرس (استو)
- (۲۰۱۱) خماری: قسمت دوم در نقش استوارت پیرس (استو)
- (۲۰۱۱) سدار راپیدز در نقش تیم لیپی
- (۲۰۱۲) لوراکس (صدا)
- (۲۰۱۲) جف،کسی که در خانه زندگی می‌کند
- (۲۰۱۳) خماری: قسمت سوم در نقش استوارت پیرس (استو)
- (۲۰۱۳) ما میلرها هستیم در نقش برد گاردلینگر
- (۲۰۱۴) آن‌ها باهم آمدند
- (۲۰۱۴) استرچ
- (۲۰۱۵) تعطیلات
- (۲۰۱۷) پدران جایگزین در نقش پیتر
- (۲۰۱۸) تگ در نقش هوگن (هوگی)
- (۲۰۱۸) رفتار بی‌‌فایده و احمقانه
- (۲۰۲۱) باهم باهم در نقش مت
- (۲۰۲۳) جابجایی اعضای خانواده در نقش بیل واکر